# Justin Cole
Justin Cole (Pasadena, 22 novembre 1987) è un giocatore di football americano statunitense che gioca nel ruolo di linebacker per gli Oakland Raiders della National Football League (NFL). Al college giocò a football alla San Jose State University.

## Carriera universitaria
Nei 5 anni con i San Jose State Spartans ottenne i seguenti premi:
- All-WAC Second Team: 2

2008, 2009

## Carriera professionistica

### Kansas City Chiefs
Cole firmò con i Kansas City Chiefs, dopo non esser stato scelto al draft NFL 2010. Il 4 settembre 2011 firmò con la squadra d'allenamento dei Kansas City Chiefs, ma nei due anni con loro non scese mai in campo.

### St. Louis Rams
Il 14 novembre 2011 firmò con i St. Louis Rams un contratto biennale per un totale di 727.500$, incluso un bonus alla firma di 2.500$. Debuttò come professionista il 27 novembre contro gli Arizona Cardinals, chiuse la stagione giocando 4 partite con 2 tackle. Nella stagione successiva giocò 16 partite con un totale di 7 tackle.

### Cleveland Browns
Il 24 luglio 2013 firmò un contratto annuale per 630.000$ con i Cleveland Browns, ma il 30 agosto prima dell'inizio della stagione regolare venne rilasciato.

### Oakland Raiders
Il 31 dicembre 2013 firmò con gli Oakland Raiders come riserva futura.

## Vittorie e premi
Nessuno

## Statistiche
| Partite totali             | 20            |
| Partite totali da titolare | 0             |
| Tackle totali              | 9             |
| Sack                       | 0             |
| Intercetti                 | 0             |
| Fumble forzati             | 0             |
| Fumble recuperati          | 0             |
| Passaggi deviati           | 0             |
| Penalità fatte             | 1 per 10 yard |

Statistiche aggiornate al 1º gennaio 2014